# 冯攀峰
冯攀峰（1989年12月20日—）是中国残疾人乒乓球运动员。他在连续五届残奥会上（2008年、2012年、2016年、2020年和2024年）获得了共十枚金牌和一枚铜牌。
和他的许多队员一样，冯攀峰曾患脊髓灰质炎，小时候在邳州的新希望中心中得到残疾人乒乓球教练衡新的指导。

## 个人生活
冯攀峰的爱人为前国家队队友顾改。两人育有一子。